# والکیریز
والکیریز (پرتغالی: As Valkírias) که در ایران والکری‌ها شناخته می‌شود، یک رمان اثر پائولو کوئلیو است.
رمان از زبان سوم شخص نوشته شده است.